# Pianino

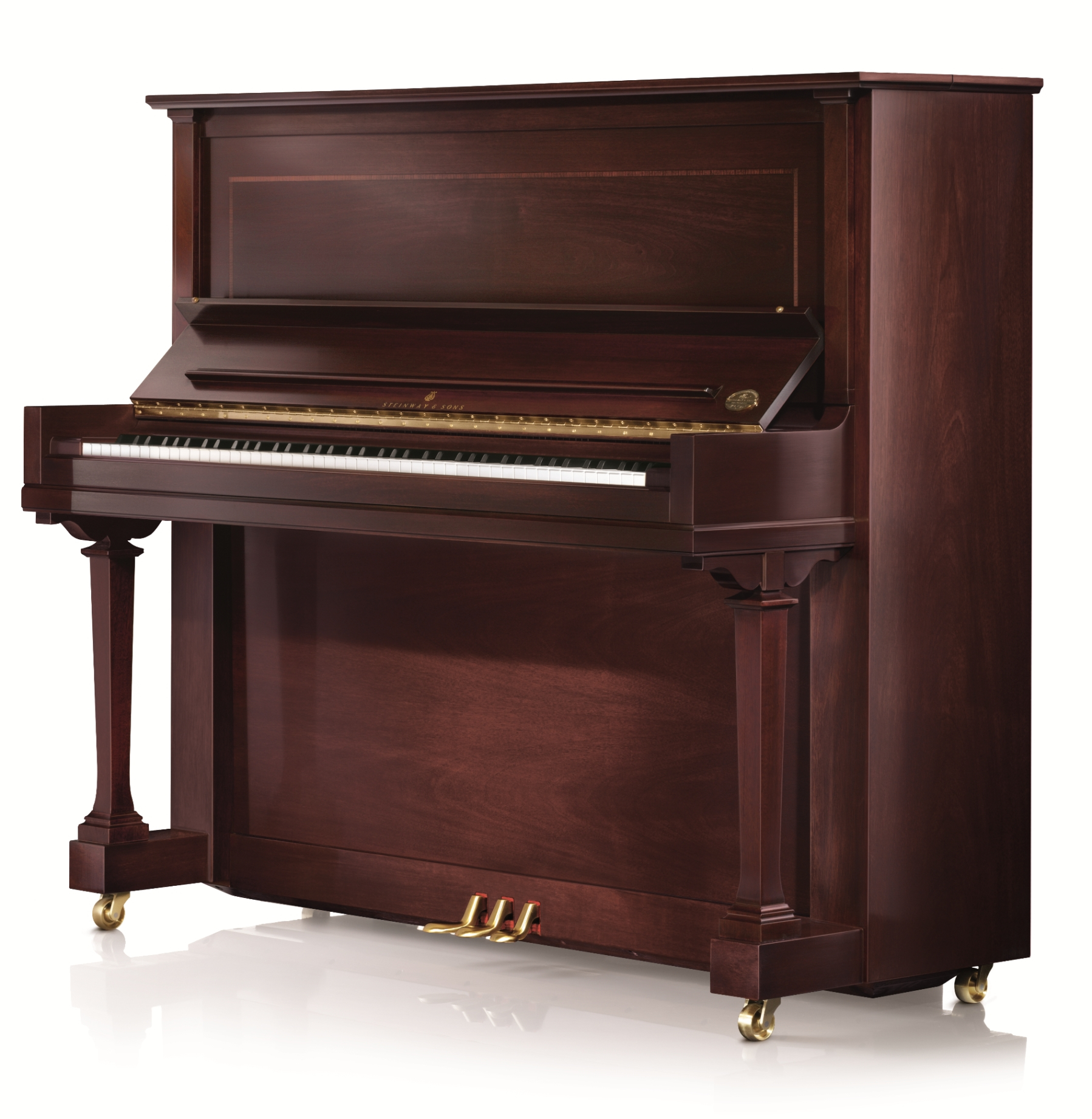
Ett Steinway-pianino

Pianino (ordet är en italiensk förminskningsform som betyder 'litet piano') är ett litet upprättstående piano med vertikala strängar.
Pianinot har sitt ursprung i klavicyteriet, en cembalo från 1500-talet med upprättstående strängar. En liknande form hade de i början av 1800-talet konstruerade giraffpianot med hammarmekanik.
Pianinot har vanligen ett mindre tonomfång än pianot.